# La ira
La ira es una TV movie española basada en el asesinato con alevosía de dos jóvenes en Betanzos (La Coruña).
Estrenada por Telecinco el 9 de septiembre de 2009.

## Argumento
Marina (Marian Álvarez) es una estudiante de clase media, atractiva e influenciable, que siente una gran atracción por Julián (Tamar Novas), un joven cuya personalidad arrolladora que la acaba convirtiendo en rehén de sus impulsos asesinos.
Durante un fin de semana, y acompañados en todo momento por un bebé, ambos asesinan y descuartizan a sus amigos Carolina (Natalia Sánchez) y Miguel (Aitor Luna).
Cuando la agente Verónica (Patricia Vico) los interroga empieza a descubrir que nada es lo que parece y que ambos empiezan a contradecirse...

## Reparto
- Marian Álvarez como Marina.
- Tamar Novas como Julián.
- Patricia Vico como Verónica.
- Aitor Luna como Miguel.
- Natalia Sánchez como Carolina.
- Ángel Pardo como Juan.
- Alfredo Villa como Marcelo.
- Isabel Ampudia como Susana.
- Jesús Ruyman como José.
- Fanny de Castro como Mercedes.
- Carlos Manuel Díaz como Padre de Julián.
- Leonardo Orna como Teniente Iborra.
- Antonio Salazar como Isidro.

## Episodios y audiencias
| Temporada | Temporada | Episodios | Estreno                 | Final                    | Audiencia media | Audiencia media | Audiencia media |
| Temporada | Temporada | Episodios | Estreno                 | Final                    | Espectadores    | Cuota           |                 |
| --------- | --------- | --------- | ----------------------- | ------------------------ | --------------- | --------------- | --------------- |
|           | 1         | 2         | 8 de septiembre de 2009 | 15 de septiembre de 2009 | 1 976 000       | 12,0%           |                 |

### Primera temporada
| N.º (serie) | Título                 | Director (es)     | Fecha de emisión         | Audiencia         |
| ----------- | ---------------------- | ----------------- | ------------------------ | ----------------- |
| 1           | «Una atracción mortal» | Daniel Calparsoro | 8 de septiembre de 2009  | 2 115 000 (13,4%) |
| 2           | «A corazón abierto»    | Daniel Calparsoro | 15 de septiembre de 2009 | 1 837 000 (10,6%) |